# Накваская, Анна
Анна Накваская (пол. Anna Nakwaska; урожденная Краевская (пол. Krajewskich)
; 28 марта 1781, Варшава — 21 октября 1851, Мала-Весь, Мазовецкое воеводство) — польская писательница, мемуаристка, детская писательница, переводчица

 и педагог.

## Биография
Анна Краевская родилась 28 марта 1781 года в городе Варшаве в семье польского дворянина герба Тшаска Станислава Костка Краевского и его жены Францишки (урожденной Клушевской). Получила домашнее образование в Варшаве и в загородном поместье, причём большинство уроков преподавались на французском языке.
Она вышла замуж за сенатора Францишека Салези Накваского, который с 1799 года стал префектом Варшавского департамента в Княжестве Польском, а затем сенатором-воеводой в Царстве Польском и камергером польского короля Станислава Августа Понятовского.

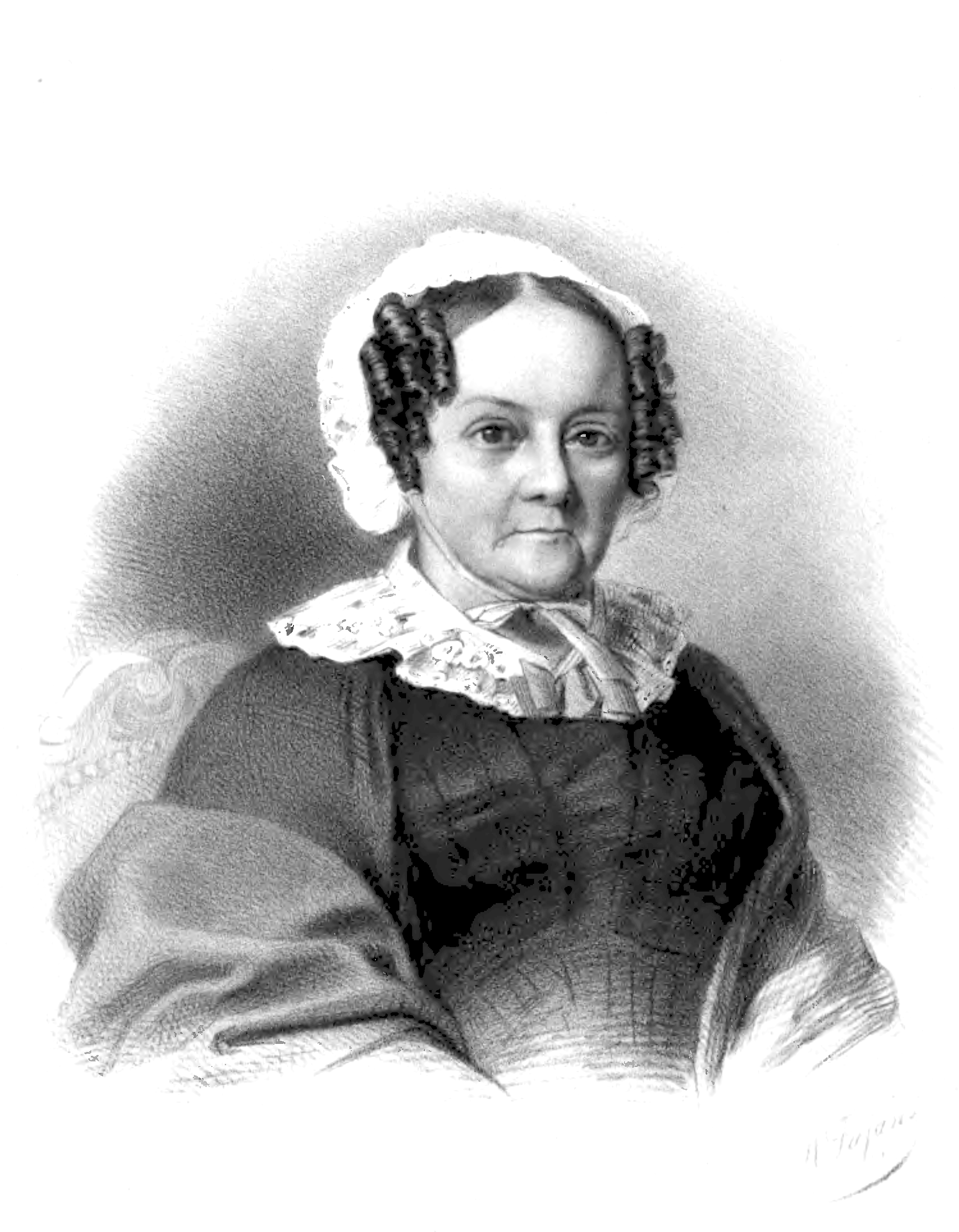
Анна Накваская

Первоначально молодожёны жили в Липнике возле Плока, но часто путешествовали в столицу, где она была членом общества в Palac Pod Blacha и активной участницей культурной жизни. В доме Станислава Солтика она познакомилась с такими людьми, как, Фрэнсисек Пелзи Дмочоуски, Л. Осиньский и Онауфри Копчиньский. В период герцогства она была инспектором школ девочек и членом комитета, наблюдая за обучением женщин.
В 1800 году у пары родился сын Хенрик Мирослав Клеменс Накваский, который, как и мать, стал литератором и участвовал в Ноябрьском восстании в Польше в 1830—1831 гг., после которого, опасаясь репрессий, вынужден был эмигрировать во Францию.
После краха Польского восстания она проводила летние месяцы в поместье, возвращаясь в Варшаву лишь на зимние месяцы. В 1837 году она уехала в Швейцарию, а через 7 лет в 1844 году она посетила Нижнюю Силезию и Бреслау.
В первой четверти XIX века Анна Накваская выступила на литературном поприще издав сначала повести: «Malvina» и «Trois nouvelles» (Варшава, 1821) на французском языке, потом, на польском: «Aniela czyli ślubna obrączka» (Варшава, 1831), «Odwiedziny babuni» (Варшава, 1834), «Czarna mara» (Варшава), «Obraz warszawskiego społeczeństwa» (Познань, 1842), «Wieczory niedzielne starego stolarza» (1858) и другие.
Анна Накваская умерла 21 октября 1851 года в гмине Мала-Весь.